# 西光寺 (宍粟市)
西光寺（さいこうじ）は、兵庫県宍粟市山崎町御名にある浄土真宗本願寺派の寺院。本尊は阿弥陀如来。

## 沿革
赤松朝村（円空）が、綽如上人の時に、摂州河郡波花ノ庄杭瀬村（尼崎）に建立。
永徳元年（1381年）、播磨ノ國宍粟郡野村ノ郷柏葉ノ庄御名村に移転。
応永14年 (1407年) 、円空、宍粟郡御名村に西光寺を開基す『播磨国末寺帳』